# European Darts Tour 2025
Die European Darts Tour 2025 ist die vierzehnte Austragung der von der Professional Darts Corporation (PDC) und PDC Europe ausgetragenen Dartsturnierserie. Sie ist ein Teil der PDC Pro Tour 2025 und umfasst erstmals 14 verschiedene Turniere in Kontinentaleuropa.

## Qualifikationsmodus
Die Top 16 Spieler des PDC World Rankings sind zusammen mit der Top 16 des PDC Pro Tour Rankings, welche sich nicht in der Top 16 des regulären World Rankings befinden, qualifiziert. In der zweiten Runde sind die Top 16 des PDC World Rankings gesetzt, nicht mehr wie zuvor die Top 16 der Pro Tour Rankings.
Über einen Tour Card Holder Qualifier qualifizieren sich insgesamt 10 Spieler. Je ein weiterer Spieler qualifiziert sich über den Nordic & Baltic Qualifier und den East Europe Qualifier zu den einzelnen Turnieren. Durch einen Host Nation Qualifier können sich weitere vier Spieler qualifizieren.

## Spielorte
Gespielt wird in Deutschland, Belgien, Österreich, Tschechien, der Niederlande, Ungarn sowie in der Schweiz.
| Lebbeke |

| Sindelfingen |

| Leverkusen |

| München |

| Premstätten |

| Budapest |

| Riesa |

| Antwerpen |

| Hildesheim |

| Basel |

| Rosmalen |

| Prag |

| Kiel |

| Göttingen |

## European Tour Events
Am Ende der Saison qualifizierten sich die Top 32 des European Tour Rankings, in die nur das Preisgeld der European Tour Events fließt, für die European Darts Championship.
| Nr. | Datum                              | Event                     | Austragungsort                 | Sieger             | Ergebnis | Finalist        |
| --- | ---------------------------------- | ------------------------- | ------------------------------ | ------------------ | -------- | --------------- |
| 1   | 7. März – 9. März 2025             | Belgian Darts Open        | Lebbeke, Oktoberhallen         | Luke Littler       | 8 : 5    | Mike De Decker  |
| 2   | 21. März – 23. März 2025           | European Darts Trophy     | Göttingen, Lokhalle            | Nathan Aspinall    | 8 : 4    | Ryan Joyce      |
| 3   | 4. April – 6. April 2025           | International Darts Open  | Riesa, WT Energiesysteme Arena | Stephen Bunting    | 8 : 5    | Nathan Aspinall |
| 4   | 19. April – 21. April 2025         | German Darts Grand Prix   | München, Zenith                | Michael van Gerwen | 8 : 5    | Gian van Veen   |
| 5   | 25. April – 27. April 2025         | Austrian Darts Open       | Premstätten, Steiermarkhalle   | Martin Schindler   | 8 : 4    | Ross Smith      |
| 6   | 2. Mai – 4. Mai 2025               | European Darts Grand Prix | Sindelfingen, Glaspalast       | Gary Anderson      | 8 : 0    | Andrew Gilding  |
| 7   | 23. Mai – 25. Mai 2025             | Dutch Darts Championship  | Rosmalen, Autotron             | Jonny Clayton      | 8 : 6    | Niko Springer   |
| 8   | 30. Mai – 1. Juni 2025             | European Darts Open       | Leverkusen, Ostermann-Arena    | Nathan Aspinall    | 8 : 6    | Damon Heta      |
| 9   | 11. Juli – 13. Juli 2025           | Baltic Sea Darts Open     | Kiel, Wunderino Arena          | Gerwyn Price       | 8 : 3    | Gary Anderson   |
| 10  | 29. August – 31. August 2025       | Flanders Darts Trophy     | Antwerpen, Antwerp Expo        |                    |          |                 |
| 11  | 5. September – 7. September 2025   | Czech Darts Open          | Prag, PVA Expo                 |                    |          |                 |
| 12  | 19. September – 21. September 2025 | Hungarian Darts Trophy    | Budapest, MVM Dome             |                    |          |                 |
| 13  | 26. September – 28. September 2025 | Swiss Darts Trophy        | Basel, St. Jakobshalle         |                    |          |                 |
| 14  | 17. Oktober – 19. Oktober 2025     | German Darts Championship | Hildesheim, Halle39            |                    |          |                 |

## Format
Wie seit der European Darts Tour 2018 üblich, wird das Halbfinale in der Distanz best of 13 legs und das Finale best of 15 legs gespielt. Die anderen Partien werden im Modus best of 11 legs gespielt.

## Preisgeld
Insgesamt werden pro Turnier £ 175.000 Preisgeld ausgeschüttet. Das Preisgeld verteilt sich unter den Teilnehmern wie folgt:
| Position (Anzahl der Spieler) | Position (Anzahl der Spieler) | Preisgeld |
| ----------------------------- | ----------------------------- | --------- |
| Gewinner                      | (1)                           | £ 30.000  |
| Finalist                      | (1)                           | £ 12.000  |
| Halbfinalisten                | (2)                           | £ 8.500   |
| Viertelfinalisten             | (4)                           | £ 6.000   |
| Achtelfinalisten              | (8)                           | £ 4.000   |
| Verlierer der 2. Runde        | (16)                          | £ 2.500   |
| Verlierer der Vorrunde        | (16)                          | £ 1.250   |
|                               |                               |           |
|                               |                               | £ 175.000 |

## European Tour Rankings
Top 32, Stand nach Event Nr. 9:
| Platz | Spieler              | Preisgeld |
| ----- | -------------------- | --------- |
| 01    | Nathan Aspinall      | £ 76.000  |
| 02    | Martin Schindler     | £ 64.500  |
| 03    | Jonny Clayton        | £ 50.500  |
| 03    | Gary Anderson        | £ 50.500  |
| 05    | Gerwyn Price         | £ 50.000  |
| 06    | Ross Smith           | £ 48.500  |
| 07    | Stephen Bunting      | £ 42.000  |
| 08    | Wessel Nijman        | £ 40.000  |
| 09    | Michael van Gerwen   | £ 38.500  |
| 09    | Luke Littler         | £ 38.500  |
| 11    | Luke Humphries       | £ 33.000  |
| 12    | Ryan Joyce           | £ 32.750  |
| 13    | Damon Heta           | £ 30.000  |
| 13    | Dirk van Duijvenbode | £ 30.000  |
| 13    | Mike De Decker       | £ 30.000  |
| 16    | Cameron Menzies      | £ 27.500  |
| 17    | James Wade           | £ 27.000  |
| 17    | Josh Rock            | £ 27.000  |
| 19    | Peter Wright         | £ 26.000  |
| 19    | Gian van Veen        | £ 26.000  |
| 21    | Luke Woodhouse       | £ 25.000  |
| 21    | Ricardo Pietreczko   | £ 25.000  |
| 23    | Niko Springer        | £ 24.750  |
| 24    | Andrew Gilding       | £ 22.500  |
| 25    | Daryl Gurney         | £ 22.000  |
| 25    | Dave Chisnall        | £ 22.000  |
| 27    | Chris Dobey          | £ 20.500  |
| 28    | Danny Noppert        | £ 20.000  |
| 29    | Ryan Searle          | £ 19.000  |
| 30    | Jermaine Wattimena   | £ 18.000  |
| 31    | Ritchie Edhouse      | £ 17.000  |
| 32    | Michael Smith        | £ 16.500  |

## Deutschsprachige Teilnehmer
Im Folgenden werden die Ergebnisse aller deutschsprachigen Teilnehmer aufgelistet.
| Land        | Spieler               | Belgian Darts Open | European Darts Trophy | International Darts Open | German Darts Grand Prix | Austrian Darts Open | European Darts Grand Prix | Dutch Darts Championship | European Darts Open | Baltic Sea Darts Open | Flanders Darts Trophy | Czech Darts Open | Hungarian Darts Trophy | Swiss Darts Trophy | German Darts Championship |
| ----------- | --------------------- | ------------------ | --------------------- | ------------------------ | ----------------------- | ------------------- | ------------------------- | ------------------------ | ------------------- | --------------------- | --------------------- | ---------------- | ---------------------- | ------------------ | ------------------------- |
| Deutschland | Finn Behrens          |                    |                       |                          | Letzte 48               |                     |                           |                          |                     |                       |                       |                  |                        |                    |                           |
| Deutschland | Moritz Bohrmann       |                    |                       |                          |                         |                     |                           |                          | Letzte 48           |                       |                       |                  |                        |                    |                           |
| Deutschland | Gabriel Clemens       |                    |                       |                          |                         |                     | Letzte 48                 |                          |                     |                       |                       |                  |                        |                    |                           |
| Deutschland | Maximilian Czerwinski |                    |                       |                          |                         |                     |                           |                          |                     |                       |                       |                  |                        |                    | qualifiziert              |
| Deutschland | René Eidams           |                    |                       |                          | Letzte 48               |                     |                           |                          |                     |                       |                       |                  |                        |                    |                           |
| Deutschland | Marcel Erba           |                    |                       |                          |                         |                     | Letzte 48                 |                          |                     |                       |                       |                  |                        |                    |                           |
| Osterreich  | Christian Gödl        |                    |                       |                          |                         | Letzte 48           |                           |                          |                     |                       |                       |                  |                        |                    |                           |
| Deutschland | Paul Goyer            |                    |                       | Letzte 48                |                         |                     |                           |                          |                     |                       |                       |                  |                        |                    |                           |
| Deutschland | Dominik Grüllich      |                    | Letzte 48             |                          |                         |                     |                           |                          |                     |                       |                       |                  |                        |                    |                           |
| Deutschland | Joshua Hermann        |                    |                       |                          |                         |                     |                           |                          | Letzte 48           |                       |                       |                  |                        |                    |                           |
| Deutschland | Yorick Hofkens        |                    |                       |                          |                         |                     |                           |                          |                     | Letzte 48             |                       |                  |                        |                    |                           |
| Deutschland | Max Hopp              |                    |                       |                          |                         |                     | Letzte 48                 | Letzte 32                |                     |                       |                       |                  |                        |                    |                           |
| Deutschland | Dragutin Horvat       |                    |                       |                          |                         |                     |                           |                          | Letzte 48           |                       |                       |                  |                        |                    |                           |
| Deutschland | Patrick Klingelhöfer  |                    |                       | Letzte 48                |                         |                     |                           |                          |                     |                       |                       |                  |                        |                    |                           |
| Deutschland | Daniel Klose          |                    | Letzte 48             | Letzte 48                |                         |                     | Letzte 32                 |                          |                     |                       |                       |                  |                        |                    |                           |
| Deutschland | Kevin Knopf           |                    |                       | Letzte 48                |                         |                     |                           |                          | Letzte 48           |                       |                       |                  |                        |                    |                           |
| Deutschland | Martin Kramer         |                    |                       |                          |                         |                     |                           |                          |                     | Letzte 48             |                       |                  |                        |                    | qualifiziert              |
| Deutschland | Paul Krohne           |                    | Letzte 48             |                          |                         |                     | Letzte 48                 |                          |                     |                       |                       |                  |                        |                    |                           |
| Osterreich  | Zoran Lerchbacher     |                    |                       |                          |                         | Letzte 48           |                           |                          |                     |                       |                       |                  |                        |                    |                           |
| Deutschland | Liam Maendl-Lawrance  |                    |                       |                          |                         |                     |                           |                          |                     | Letzte 48             |                       |                  |                        |                    |                           |
| Deutschland | Ricardo Pietreczko    | Letzte 32          | Letzte 32             | Letzte 32                | Letzte 32               | Letzte 32           |                           | Viertelfinale            | Achtelfinale        | Letzte 32             | qualifiziert          | qualifiziert     | qualifiziert           |                    |                           |
| Osterreich  | Rowby-John Rodriguez  |                    |                       |                          |                         | Letzte 48           |                           |                          |                     |                       |                       |                  |                        |                    |                           |
| Deutschland | Michael Rosenauer     |                    |                       |                          | Letzte 48               |                     |                           |                          |                     |                       |                       |                  |                        |                    |                           |
| Deutschland | Martin Schindler      | Achtelfinale       | Achtelfinale          | Halbfinale               | Achtelfinale            | Sieg                | Achtelfinale              | Achtelfinale             | Letzte 32           | Viertelfinale         | qualifiziert          | qualifiziert     | qualifiziert           |                    |                           |
| Deutschland | Felix Springer        |                    |                       |                          |                         |                     |                           |                          |                     |                       |                       |                  |                        |                    | qualifiziert              |
| Deutschland | Niko Springer         |                    | Letzte 32             | Letzte 48                |                         | Letzte 32           |                           | Finale                   | Letzte 32           | Achtelfinale          |                       | qualifiziert     | qualifiziert           |                    |                           |
| Osterreich  | Mensur Suljović       |                    |                       |                          | Letzte 48               | Letzte 32           |                           |                          |                     | Letzte 48             | qualifiziert          |                  |                        |                    |                           |
| Deutschland | Kevin Troppmann       |                    |                       |                          |                         |                     |                           |                          |                     | Letzte 48             |                       |                  |                        |                    | qualifiziert              |
| Deutschland | Michael Unterbuchner  |                    | Letzte 48             |                          | Letzte 48               |                     | Letzte 48                 |                          |                     |                       |                       |                  |                        |                    |                           |
| Deutschland | Leon Weber            |                    |                       |                          |                         |                     | Letzte 32                 |                          |                     |                       | qualifiziert          |                  | qualifiziert           |                    |                           |
| Deutschland | Laurin Welk           |                    | Letzte 48             |                          |                         |                     |                           |                          |                     |                       |                       |                  |                        |                    |                           |
| Deutschland | Lukas Wenig           |                    |                       |                          |                         | Letzte 48           |                           | Letzte 48                | Letzte 32           |                       |                       |                  | qualifiziert           |                    |                           |